# Cnemaspis limi
Cnemaspis limi là một loài thằn lằn trong họ Gekkonidae. Loài này được Das & Grismer mô tả khoa học đầu tiên năm 2003.